# سنط أزغب

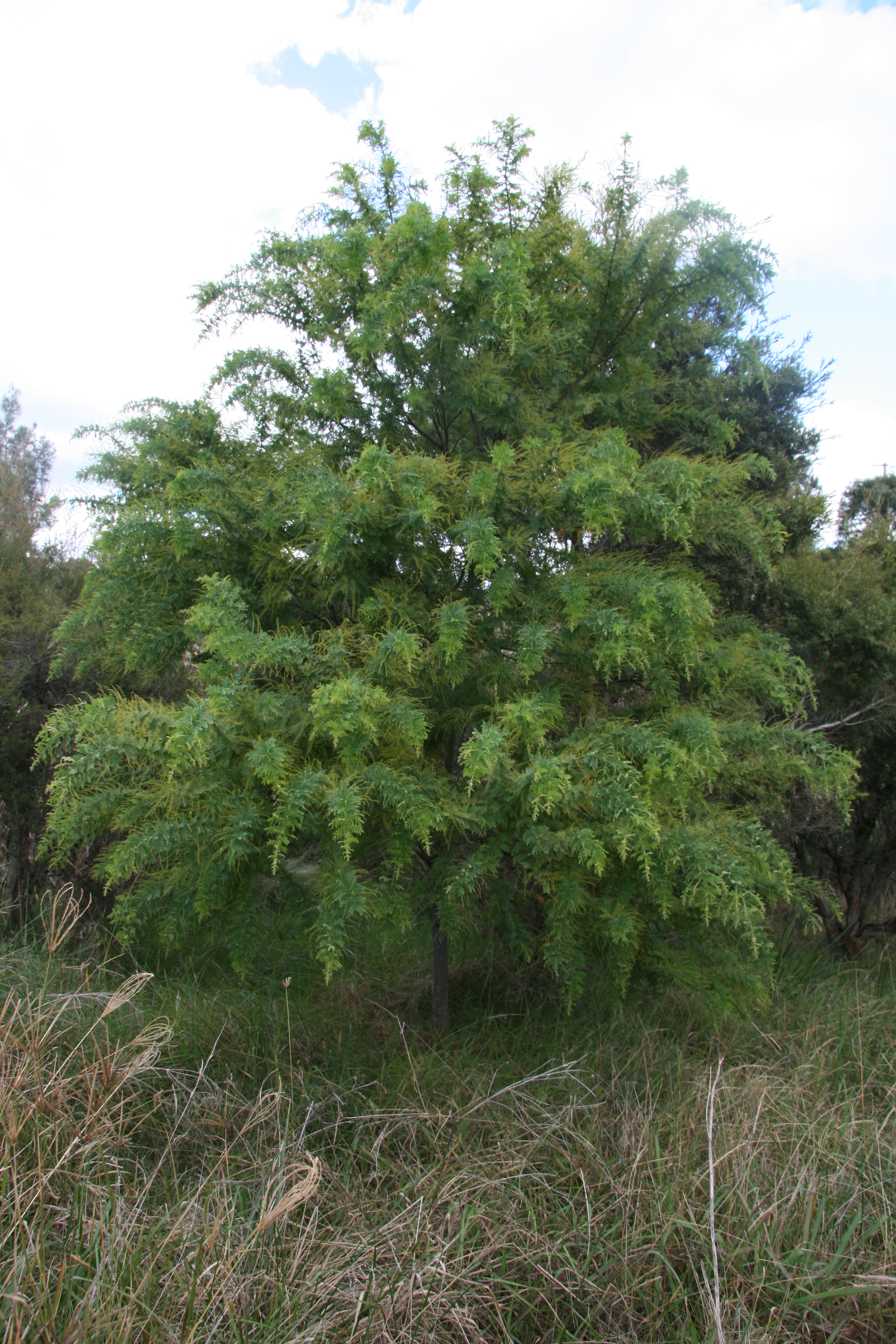

السنط الأزغب هو نوع من أنواع الحشائش الموجودة في حوض سِدني في شرق جنوب وِلز الجديد.